# Іман Малекі
Іман Малекі, перс. ایمان ملکی (н. 1976, Тегеран, Іран) — іранський художник, представник фотореалізму.
З дитинства захоплювався образотворчим мистецтвом, з 15 років брав уроки живопису у відомого іранського художника Мортеза Катузіана. З 1995 навчався на факультеті образотворчих мистецтв Тегеранського університету, який закінчив в 1999 році за фахом «графічний дизайн». У 2000 році заснував власну студію. Лауреат кількох міжнародних виставок.